# Sinagoga de San Antón (Híjar)
La sinagoga de San Antón es una antigua sinagoga medieval situada en el centro histórico de la localidad turolense de Híjar, España.  En la actualidad, esta denominación hace referencia a la actual ermita de San Antón, edificio que corresponde con la antigua sinagoga de esta localidad.
Fue construida a inicios del siglo XV y tras la expulsión de los Judíos de España en 1492 fue transformada en Iglesia dedicada a San Antonio Abad, conocido popularmente como San Antón. La comunidad judía de Híjar contaba a finales de 1481 con 32 familias, aproximadamente 150 personas, antes de ser forzadas a convertirse y la posterior expulsión definitiva.
Antes de 1492, la comunidad judía local era conocida por sus artífices expertos en fabricación de pergaminos y encuadernaciones. Fueron pioneros en la impresión en el idioma hebreo. Los judíos hijaranos tenían su propio horno, sus carniceros, su escuela talmúdica y su baño ritual.
Esta sinagoga es una de las mejor conservadas de Sefarad, junto con la de Santa María la Blanca de Toledo, la sinagoga del Tránsito en Toledo, la sinagoga de Tomar, la sinagoga de Córdoba y los restos arqueológicos de Lorca (Murcia) y Molina de Aragón (Guadalajara). Recientemente ha sido calificada entre las 16 antiguas sinagogas mejor conservadas de Europa.

## Arquitectura
La actual iglesia de San Antón corresponde a la sala de oración de la antigua sinagoga.  Presenta una planta rectangular de una sola nave, con una longitud de 14 m., una anchura de 10 m, en su interior. y una altura máxima de casi 11 m. Su cubierta está formada por una techumbre de madera a dos aguas soportada por tres arcos diafragma de perfil apuntado.  La techumbre es de estilo mudéjar sin pintar y se apoya sobre dobles canes de perfil tallado, respondiendo al modelo más utilizado en el Reino de Aragón durante los siglos XIV y XV.
En su interior se conservan restos arqueológicos de la base de la Bimah o Tevah con el arranque de dos escaleras de acceso a la tribuna superior, un arco decorado con yeserías góticas del Hejal, una de las ventanas del Matroneo, así como motivos pictóricos: una inscripción en hebreo y una Menorá.  Todos estos elementos conservados permiten considerar esta sinagoga como un ejemplo excepcional y extraordinario del patrimonio judío en España y Europa.
El edificio es posterior a 1410, cuando el arzobispo de Zaragoza concedió el permiso para renovar el edificio de la sinagoga de esta localidad.  Hacia 1515 fue destinado a iglesia, según dejó encargado su propietario, el duque de Híjar, en su testamento.

## Estudio y protección legal
Por orden de 6 de septiembre de 2002, publicada en el BOA de 30 de septiembre de 2002 del Departamento de Cultura y Turismo, se declara Bien Catalogado del Patrimonio Cultural Aragonés junto con toda la judería.
Durante el año 2017 se han llevado a cabo trabajos arqueológicos y obras de consolidación del edificio financiadas por Suelo y Vivienda de Aragón, empresa pública del Gobierno de Aragón.  A consecuencia de esta actuación, se produjeron los primeros hallazgos pertenecientes a la sinagoga medieval, y se consiguió consolidar la estructura del edificio de origen medieval. En 2018 se han realizado catas en las paredes en búsqueda de elementos decorativos.  En 2019 está previsto finalizar las obras en este monumento y abrirlo al público.
Como consecuencia de los hallazgo arqueológicos llevados a cabo en 2017, en marzo de 2018 el Gobierno de Aragón declaró esta iglesia/antigua sinagoga como Bien de Interés Cultural del patrimonio cultural aragonés (Boletín Oficial de Aragón n.º 51 de 2018).